# Bent Peder Rasch
Bent Peder Benjamin Rasch (født 31. maj 1934 i København, død 26. november 1988 i Vancouver) var en dansk kanoroer, som deltog i OL 1952 i Helsinki.

## Kanokarriere
Rasch roede toerkano sammen med Finn Haunstoft for Skovhuskoloniens Kanoklub i Gladsaxe, men havde kun dyrket sporten et års tid, inden de blev udtaget til OL 1952 i 1.000 m, hvor Rasch kun var 18 år gammel. I udtagelsesstævnet besejrede de forhåndsfavoritterne Aksel Duun og John Rasmussen. Deres forberedelser var ikke optimale, da Haunstoft på grund af sit arbejde ikke havde kunnet træne før juni samme år, så de danske forventninger var ikke store. Overraskende vandt de deres indledende heat, hvor de i olympisk rekordtid blandt andet besejrede de forsvarende olympiske mestre, tjekkoslovakkerne Jan Brzák-Felix og Bohumil Kudrna. I finalen lagde et fransk par sig i spidsen, men de begik flere fejl, hvor de blandt andet gled ind i danskernes bane, og de endte helt uden for medaljerne. I stedet var det Rasch og Haunstoft, der vandt i sikker stil, mens Brzák-Felix og Kudrna fik sølv og tyskerne Egon Drews og Wilfried Soltau bronze.
Rasch indstillede sin kanokarriere et års tid senere. Han udvandrede senere til Canada, hvor han døde i 1988.

## OL-medaljer
- 1952 Helsinki -  Guld i kano, C-2 1.000 meter, mænd